# Sorbets (Landes)
Sorbets ist eine französische Gemeinde mit 193 Einwohnern (Stand: 1. Januar 2022) im Département Landes in der Region Nouvelle-Aquitaine. Sie gehört zum Arrondissement Mont-de-Marsan und zum Kanton Chalosse Tursan. 
Sie grenzt im Nordwesten an Pécorade, im Norden an Bahus-Soubiran, im Nordosten an Aire-sur-l’Adour, im Osten an Latrille, im Südosten an Miramont-Sensacq, im Süden an Mauries und im Westen an Geaune. An der östlichen Gemeindegrenze verläuft der Fluss Lourden, ein Nebenfluss des Adour.

## Bevölkerungsentwicklung
| Jahr      | 1962 | 1968 | 1975 | 1982 | 1990 | 1999 | 2008 | 2017 |
| --------- | ---- | ---- | ---- | ---- | ---- | ---- | ---- | ---- |
| Einwohner | 247  | 225  | 208  | 199  | 179  | 170  | 189  | 197  |